# VEB Deutsche Schallplatten Berlin
Der VEB Deutsche Schallplatten Berlin war Alleinhersteller von Tonträgern in der DDR. Er ging 1954 aus dem 1947 von Ernst Busch gegründeten Musikverlag Lied der Zeit Schallplatten-Gesellschaft mbH hervor und behauptete seine Monopolstellung bis 1990. Das Unternehmen hatte seinen Sitz in Ost-Berlin. Es unterstand dem Ministerium für Kultur der DDR. Seine bedeutendsten Labels waren Eterna und Amiga.

## Geschichte
Der Schauspieler und Sänger Ernst Busch gründete 1947 eine Schallplattenfirma, die Lied der Zeit Schallplatten-Gesellschaft mbH, zu der ab 1950 auch ein Musikverlag gehörte. Das Unternehmen wurde 1954 verstaatlicht. Im selben Jahr wurden Schallplattenfirma und Musikverlag getrennt. Während der Musikverlag den Namen VEB Lied der Zeit Musikverlag fortführte, firmierte die Schallplattengesellschaft fortan als VEB Deutsche Schallplatten Berlin. Unter den sechs Labels des Betriebes nahm das auf E-Musik spezialisierte Label Eterna mit etwa 60 % der gesamten 8500 Veröffentlichungen den größten Raum ein. Der größte Absatzanteil wurde mit rund der Hälfte des Gesamtabsatzes von dem Label Amiga erzielt, das den Bereich der Unterhaltungs- und Tanzmusik abdeckte. Insgesamt wurden von 1955 bis 1989 knapp 97 Millionen Tonträger verkauft.
Die Produktion der Schallplatten erfolgte im Presswerk in Potsdam-Babelsberg in den ehemaligen Anlagen der Tempo Schallplatten GmbH. Die Produktion von Musik-Cassetten fand in Berlin-Johannisthal statt. Stereo-Tonträger wurden erstmals 1962 und von 1971 an dauerhaft produziert. In den 1980er Jahren wurden auch Digital-Aufnahmen hergestellt und CDs herausgebracht, welche bei Supraphon in der damaligen ČSSR gepresst wurden.
Zum Unternehmen zählten fünf Studios, man arbeitete aber speziell in den 1980er Jahren auch eng mit dem Rundfunk der DDR zusammen, der in seinen Studios ebenfalls Musikaufnahmen produzierte.
Die gesamte Unternehmenspolitik folgte der DDR-Kulturpolitik, von der Auswahl von Interpreten, Titeln und Texten über die Hüllengestaltung bis hin zur Festlegung der nach Format und Labels gestaffelten Einheitspreise.
Nach der Wende (1990) wurde der Betrieb in die neu gegründete Deutsche Schallplatten Berlin GmbH überführt, die auch die Rechtsnachfolge übernahm und einige Marken (z. B. Litera) weiterführte, aber auch neue Marken hervorbrachte, wie z. B. Musicando. Im Laufe des Jahres 1991 wurden allerdings Verwertungsrechte vieler Produktionen und einiger Marken verkauft – unter anderem an die Bertelsmann Music Group und die edel music GmbH.

## Labels
Der VEB Deutsche Schallplatten Berlin betrieb die folgenden Marken (Labels):
- Amiga für zeitgenössische Unterhaltungsmusik (Schlager, Rock, Pop, Jazz, volkstümliche Musik)
- Litera für Sprechaufnahmen (Lesungen, Hörspiele, Schauspiel)
- Eterna für das so genannte kulturelle Erbe (klassische Musik, Oper und Operette, Volkslieder), inzwischen Label von edel CLASSICS GmbH
- Nova für Neue Musik (zeitgenössische „ernste“ Musik),
- Aurora für Arbeiterlieder und Produktionen von Ernst Busch,
- Schola speziell für Unterrichtszwecke aufgearbeitete Ausgaben aller Genres

## HO-Echo
Ein Kuriosum stellt die Marke HO-Echo dar, das Mitte der 1950er Jahre für den Vertrieb in HO-Geschäften konzipiert wurde und Amiga-Aufnahmen verwenden sollte, aber nie auf den Markt kam. Einige wenige Exemplare kursieren in Sammlerkreisen; bei ihnen handelt es sich vermutlich um Vorserienmuster. Bisher konnten etwa 55 verschiedene HO-Echo-Platten nachgewiesen werden, die allesamt nur Tanz- und Unterhaltungsmusik enthalten. Die Bestellnummer ist jeweils identisch mit der regulären Amiga-Ausgabe der 50er-Serie. Auch die Angaben zu Titel, Interpreten und Urheber sind deckungsgleich, lediglich der Hinweis auf den Verlag Lied der Zeit fehlt. Die verwendeten Matrizen stammen hauptsächlich von Aufnahmen aus der Zeit von 1949 bis 1951. Die Ausgabe der Platten erfolgte von 1952 bis 1953, zu einer Zeit, als Ernst Busch noch Geschäftsführer von „Lied der Zeit GmbH“ war. Bedenkt man sein gespanntes Verhältnis zur Staatsführung, ist wohl eine Vorzugsabgabe an Funktionäre (wie dies mitunter vermutet wird) eher auszuschließen. Viel näher liegt deshalb die reine Verwendung als Werbeplatte in den Geschäften der Handelsorganisation HO. Eine vollständige Auflistung liegt in der Diskographie von Bernd Meyer-Rähnitz und Frank Oehme „Die Ewige Freundin“ vor.

## Studios
Der VEB Deutsche Schallplatten Berlin verfügte im Laufe seiner Geschichte über zahlreiche Aufnahmestudios. Dies waren unter anderem:
- Studio Reichstagufer, Berlin
- Studio Brunnenstraße, Berlin
- Studio Christuskirche, Berlin
- Studio Lukaskirche, Dresden
- Studio Paul-Gerhardt-Kirche, Leipzig